# Alice Barber Stephens
Pour les articles homonymes, voir Barber.
Ne doit pas être confondu avec Alice Baber.

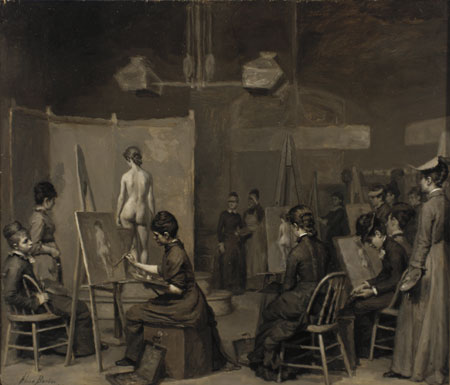
The Women's Life Class (1879), Pennsylvania Academy of the Fine Arts, Philadelphia, Pennsylvania.

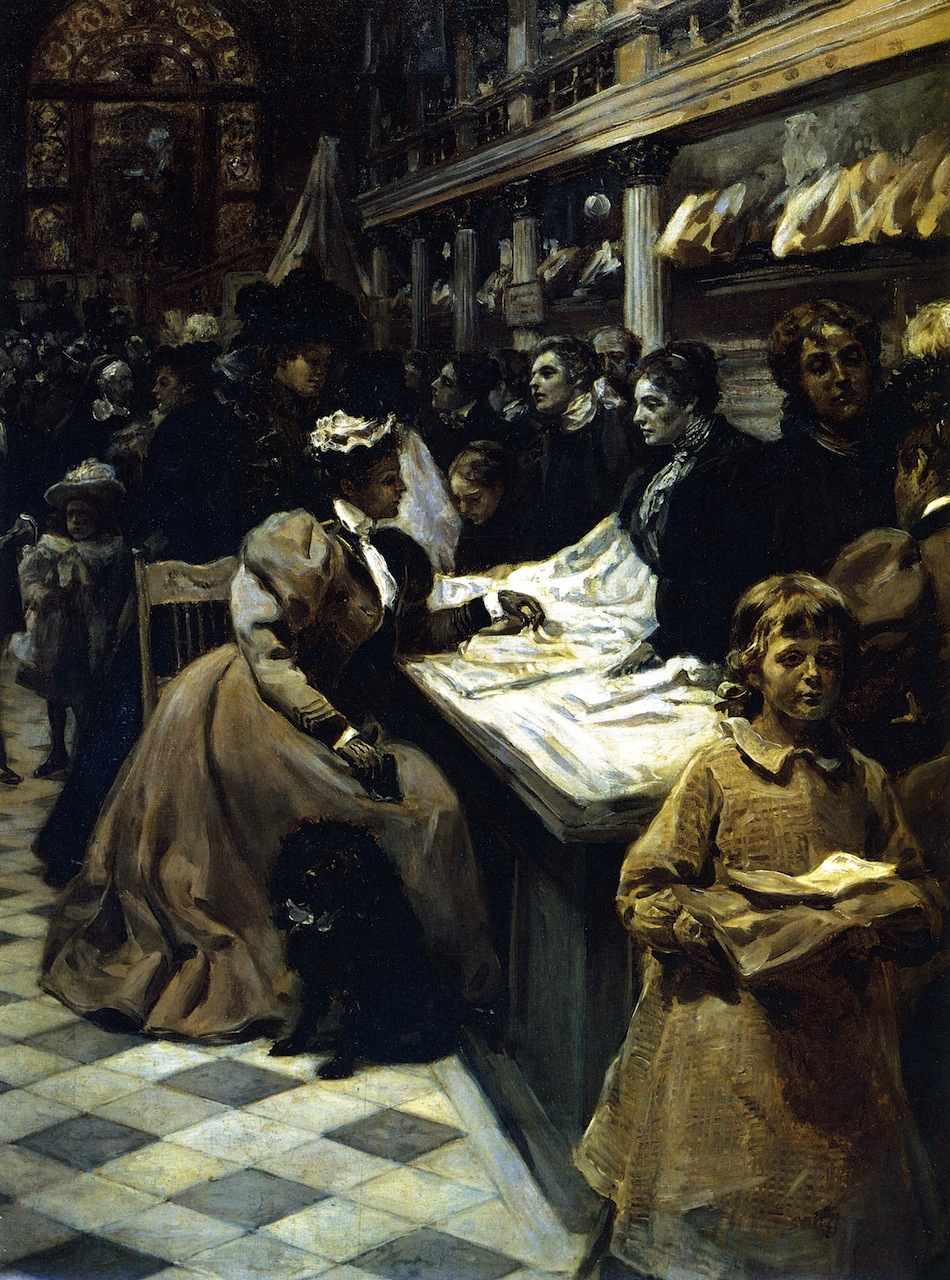
Alice Barber Stephens, The Women Business, huile, 1897, Brandywine River Museum, Chadd's Ford.

Alice Barber Stephens, née le 1er juin 1858 près de Salem dans le New Jersey et morte le 13 juillet 1932 à Philadelphie, est une peintre, graveuse et illustratrice américaine.

## Biographie

### Petite enfance et éducation
Alice Barber Stephens naît le 1er juillet 1858 près de Salem dans le New Jersey. Elle est la huitième des neuf enfants de Samuel Clayton Barber et de Mary Owen, qui sont des quakers.
Elle fréquente les écoles locales jusqu'à ce qu'elle et sa famille déménagent à Philadelphie, en Pennsylvanie. À l'âge de 15 ans, elle étudie à la Philadelphia School of Design for Women (maintenant Moore College of Art and Design), où elle étudie la gravure sur bois. Elle est admise à la Pennsylvania Academy of the Fine Arts en 1876 (la première année d'admission des femmes), où elle étudie avec Thomas Eakins. Parmi ses camarades de classe à l'Académie se trouve Susan MacDowell, Frank Stephens, David Wilson Jordan, Lavinia Ebbinghausen, Thomas Anshutz et Charles H. Stephens (qu'elle épousera plus tard). Pendant ce temps, à l'académie, elle commence à travailler avec une variété de médias, y compris les peinture à l'huile en noir et blanc, les lavis d'encre, le fusain, les peintures à l'huile en couleur et les aquarelles. En 1879, Eakins choisit Stephens pour illustrer une scène de classe de l'Académie pour Scribner's Monthly (en). L'œuvre qui en a résulté, Women's Life Class, a été le premier crédit d'illustration de Stephens.

### La Nouvelle Femme
À mesure que les possibilités d'éducation se multiplient au XIXe siècle, les femmes artistes deviennent membres d'entreprises professionnelles, notamment en fondant leurs propres associations artistiques. Les œuvres d'art réalisées par des femmes sont considérées comme inférieures par le monde de l'art, et pour aider à surmonter ce stéréotype, les femmes deviennent « de plus en plus vocales et confiantes » dans la promotion du travail des femmes, et deviennent ainsi partie intégrante de l'image émergente de La Nouvelle Femme, plus libre, moderne et cultivée. Les artistes « jouent donc un rôle crucial dans la représentation de la Nouvelle Femme, à la fois en dessinant des images de l'icône et en illustrant ce type émergent à travers leur propre vie ».
Un exemple de l'élimination des stéréotypes féminins est la Femme d'affaires de Stephens de 1897, qui montre comment les femmes peuvent se concentrer non seulement à la maison, mais aussi dans le monde économique. Au fur et à mesure que les femmes commencent à travailler, leurs choix de carrière s'élargit et l'illustration devient un métier digne d'éloges.
Les idées sur l'éducation et l'art commencent à confluer, et avoir une certaine sensibilité aux arts commence à être vu comme quelque chose d'inspirant et pédagogique. En utilisant l'illustration comme moyen d'approfondir leurs pratiques, les femmes sont capables de satisfaire leur rôle de genre dans la société tout en continuant à être actives dans leurs recherches d'une « New Woman ». Selon Rena Robey de Art Times, « les premières féministes ont commencé à quitter leur foyer pour participer à des clubs en tant que gardiennes morales et culturelles, axées sur le nettoyage des villes et l’aide aux Afro-Américains, aux femmes démunies, aux enfants travailleurs, aux immigrés et à d’autres groupes jusqu'alors ignorés. » Stephens a profité de l'explosion des opportunités de réaliser des illustrations, dont celle de travailler depuis à domicile.

#### Éducation des femmes

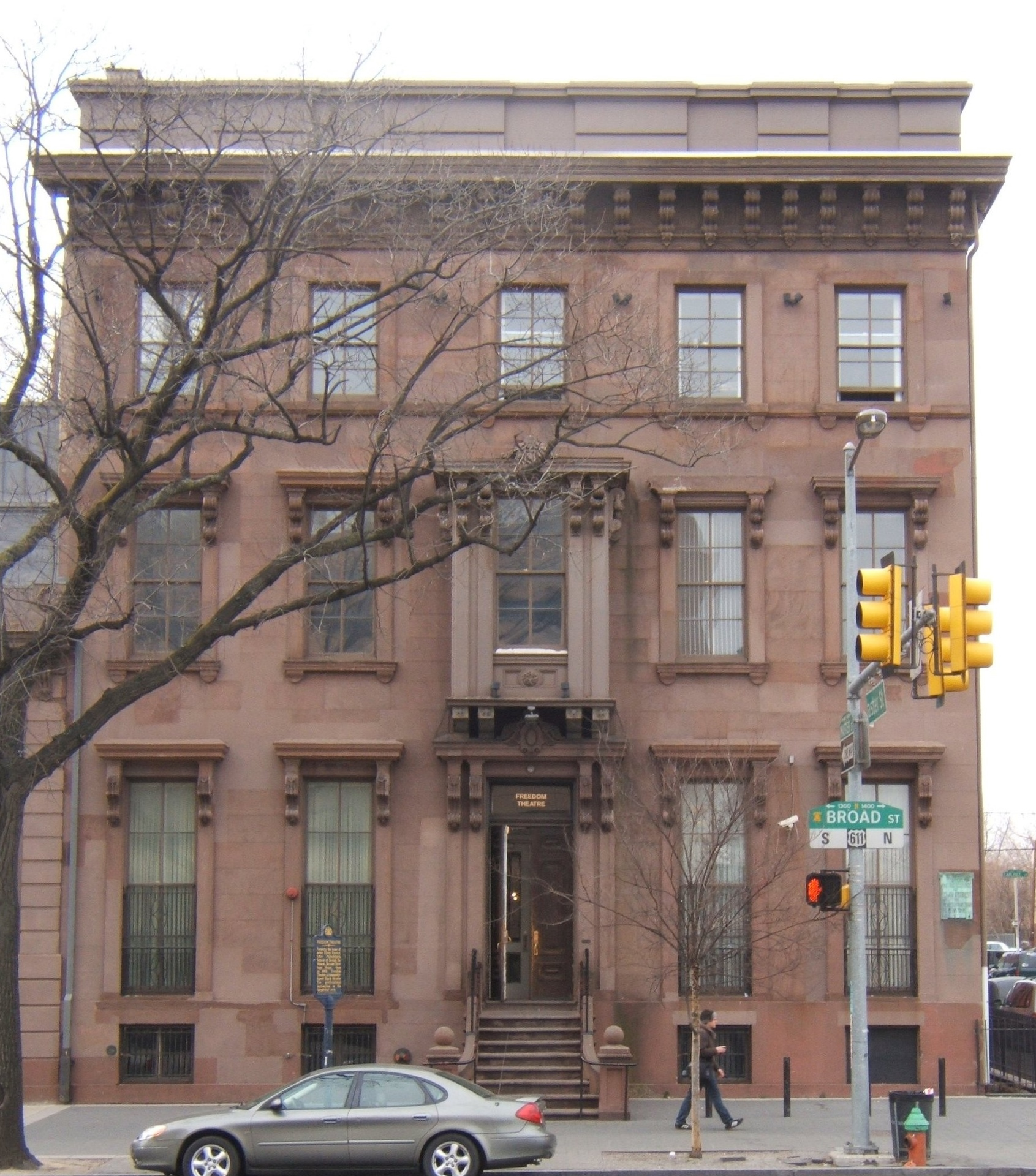
Edwin Forrest House, anciennement la maison de la Philadelphia School of Design for Women.

Tout au long de la période qui précède la guerre civile, les activités de décoration textile ou autres deviennent acceptables pour ceux ou celles qui aspirent à intégrer la classe moyenne
La Philadelphia School of Design for Women, fondée en 1848 par Sarah Worthington Peter, a été la première d'un groupe d'écoles de design pour femmes fondées dans les années 1850 et 1860 ; d'autres ont été créées à Boston, New York, Pittsburgh et Cincinnati,.
Il s'agissait à l'origine d'un effort caritatif visant à former les jeunes femmes nécessiteuses et méritantes à la conception de textiles et de papiers peints, à la gravure sur bois et à d'autres compétences artistiques vendables, offrant ainsi un moyen de former les femmes qui avaient besoin d'un travail salarié.
L'Académie des beaux-arts de Pennsylvanie (PAFA) est créée en 1805 par le peintre et scientifique Charles Willson Peale, le sculpteur William Rush et d'autres artistes et chefs d'entreprise. Bien que les deux premiers enseignent l’art et le design, la PAFA et la Philadelphia School of Design for Women n’ont pas la même importance sociale ; la School of Design est restée nettement inférieure dans la hiérarchie culturelle de la ville, à la fois parce que c'était une école de femmes et parce qu'elle était consacrée à l'art commercial plutôt qu'aux beaux-arts. Cependant, les modifications apportées au programme d'enseignement à la fin des années 1860 l'ont rapprochée du milieu artistique et social issu de la tradition universitaire européenne, à l'instar de l'Académie des beaux-arts.

### Carrière

#### Début de carrière
En 1880, Stephens quitte l'Académie pour travailler à plein temps comme graveuse. Son travail est très demandé par des magazines illustrés populaires comme Harper's, le plus ancien magazine mensuel généraliste en Amérique, et Century. Bien qu'elle dépeint souvent des scènes domestiques mettant en scène des femmes et des enfants, ses illustrations s'opposent à toute catégorisation dans un genre unique,. Le lien de Stephens avec Harper's commence vers 1882, lorsqu'il a imprimé les œuvres d'artistes et d'écrivains américains comme Winslow Homer et Mark Twain. Une grande partie de son travail a été publiée dans Harper's Young People (en) (plus tard connue sous le nom de Harper's Round Table).
Vers le milieu des années 1880, cependant, le rythme de travail de Stephens commence à affecter sa santé. Elle commence à se tourner vers l'illustration à la plume et à l'encre. Sa santé continue cependant à se dégrader. En 1886-1887, dans une tentative de récupération, elle se rend en Europe pour dessiner, étudier et se reposer. Elle étudie aux Académies Julian et Colarossi à Paris. Elle expose deux œuvres, une étude au pastel et une gravure, au Salon de Paris en 1887,.
À son retour d'Europe, Stephens a repris sa carrière d'illustratrice avec des contributions au Ladies' Home Journal et plusieurs projets de livres pour les éditeurs Houghton Mifflin Harcourt et Crowell-Collier Publishing Company (en). Probablement influencée par ses voyages en Europe (et potentiellement par son mari), elle commence aussi à peindre à l'huile.
Stephens expose ses œuvres au Palace of Fine Arts et au Woman's Building lors de l'Exposition universelle de 1893 à Chicago dans l'Illinois.

#### Enseignement
En 1888, elle commence à enseigner à la Philadelphia School of Design for Women. À peu près à la même époque, avec l'artiste et enseignante Emily Sartain, elle est l'une des fondatrices et dirigeantes du Plastic Club de Philadelphie (1897), le plus ancien club d'art pour femmes existant sans discontinuité,. Au cours de cette période, elle cofonde également le Civic Club de Philadelphie.
Parmi les étudiants de Stephens à l'école de design figure Charlotte Harding, qui devient une illustratrice bien connue. Harding travaille également pour Century, Harper's et d'autres magazines populaires à l'époque. Stephens invite plus tard Harding à partager son atelier, situé au 1004 Chestnut Street à Philadelphie,. L'atelier de Chestnut Street est devient le point de rencontre d'autres artistes, dont des étudiants de l'École de design et de l'Académie des beaux-arts.

#### Illustratrice et peintre

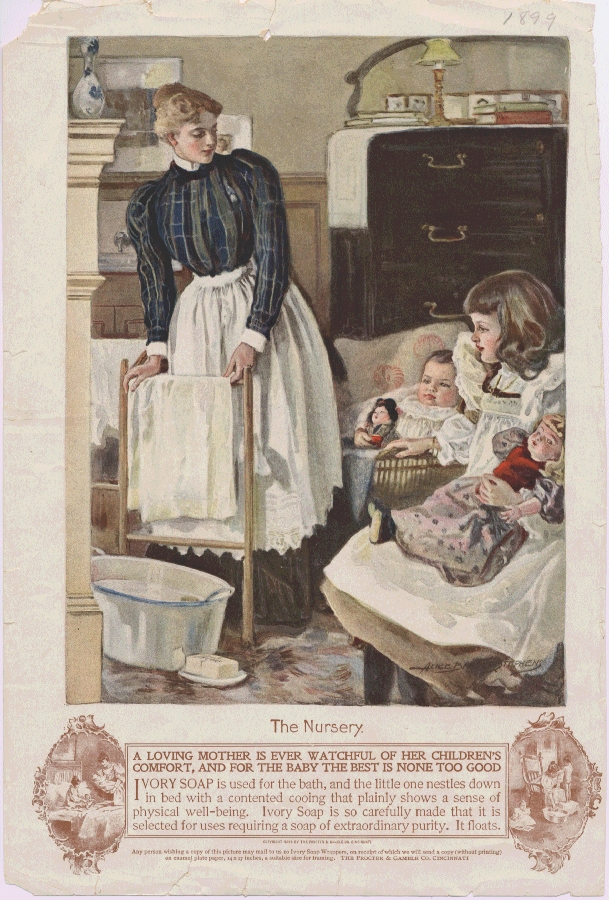
The Nursery d'Alice Barber Stephens. Publicité de 1898 pour Ivory Soap.

Elle illustre An Every-Day Girl de Sarah Orne Jewett (1890). Sa peinture The Germania Orchestra at the Pennsylvania Academy of the Fine Arts (1891) fait maintenant partie de la collection du Biggs Museum of American Art à Douvres dans le Delaware. Au milieu des années 1890, à la suite du développement du procédé des demi-teintes, Stephens commence à utiliser des supports plus variés, dont l'aquarelle, pour ses illustrations. La popularité croissante de ses illustrations pour les histoires de mystères lui vaut le titre de « Maîtresse des Mystères ».
En 1895, le Philadelphia Inquirer note en parlant de Stephens qu'« il n'y a guère d'illustrateur américain plus connu aujourd'hui ». Cette année-là, est publié le roman The Stark Munro Letters (en) écrit par Sir Arthur Conan Doyle et illustré par Stephens.
Tout au long de l'année 1897, le Ladies' Home Journal publie une série intitulée The American Woman, comportant une page de six illustrations de Stephens. Ces illustrations représentent la femme américaine dans six contextes différents : société, religion, foyer, été, entreprises et maternité. Stephens, qui est à la fois artiste de carrière et mère d'un fils de quatre ans, choisit de placer trois scènes à l'intérieur de la maison et trois à l'extérieur. Elle illustre aussi The People of Our Neighborhood de Mary E. Wilkins (1898).
En 1899, Stephens est invitée à enseigner à la Pennsylvania Academy of the Fine Arts, mais elle décline l'offre en raison de problèmes de santé. Après un séjour européen en 1901-1902, Stephens réalise également des illustrations pour l'édition de 1903 des Quatre Filles du docteur March de Louisa May Alcott. Pendant le séjour à Paris de Stephens, Marie-Christine d'Autriche demande à Stephens de peindre son portrait.
Elle est membre du jury de l'Exposition universelle de 1904 à Saint-Louis.
À la fin des années 1910, la production de Stephens a commencé à ralentir. Elle aurait dit à un journaliste qu'elle avait refusé de travailler pendant la première Guerre mondiale, affirmant qu'« il ne valait pas la peine de créer des images en pleine destruction. »
A Son of the Middle Border de Hamlin Garland, publié en 1917, est illustré par Stephens.
À la fin de sa carrière, dans les années 1920, les illustrations de Stephens sont surtout faites au lavis ou au fusain avec des lavis. Elle peint des paysages et des portraits de Quakers et d'Allemands de Pennsylvanie. En 1926, elle cesse le travailler commercial.
En 1929, le Plastic Club organise une exposition rétrospective de son travail à Philadelphie.

### Vie personnelle et mort

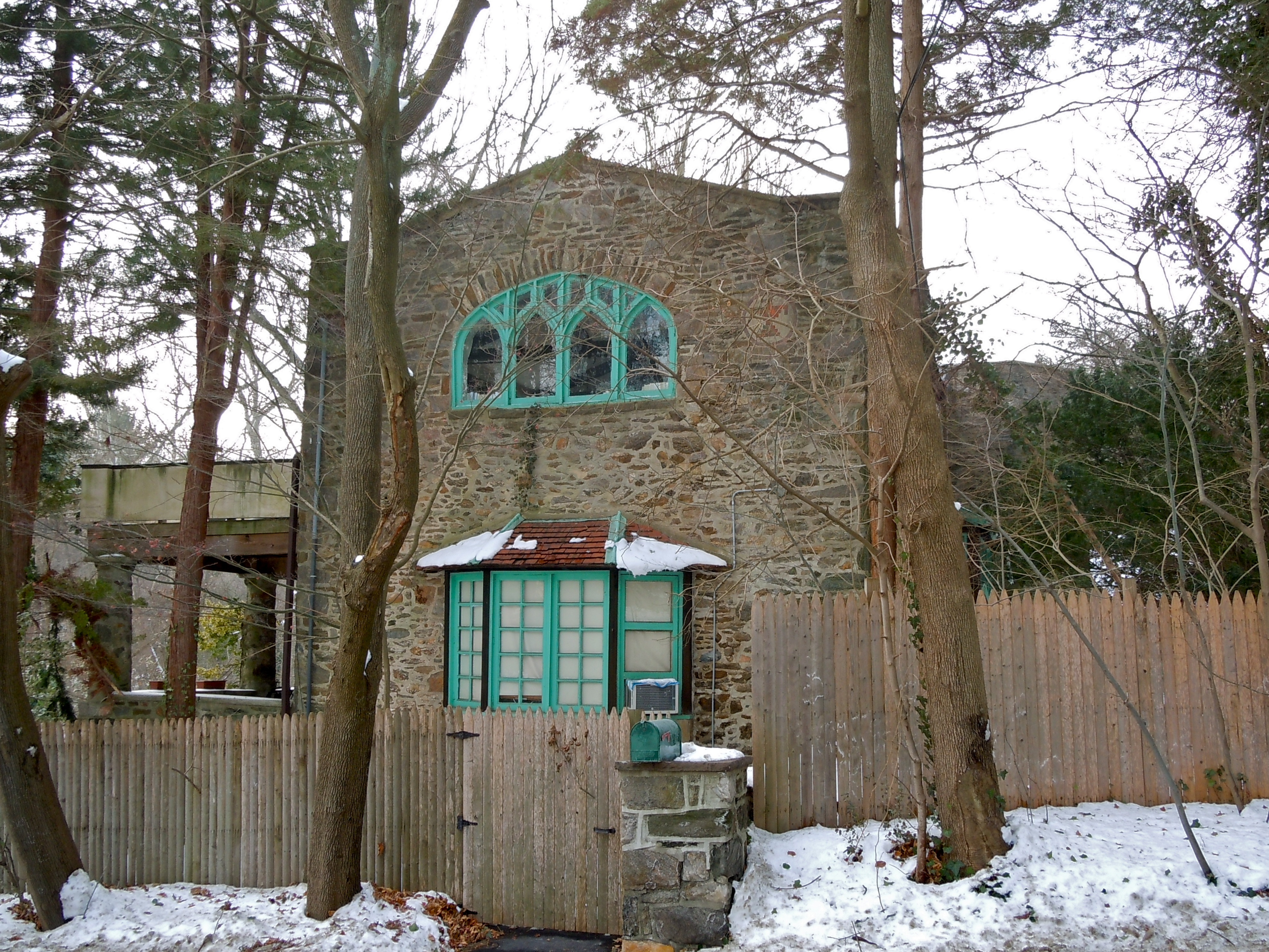
Thunderbird Lodge.

En juin 1890, Stephens épouse Charles Hallowell Stephens (1855-1931), un professeur à la Pennsylvania Academy of Fine Arts. Selon Helen W. Henderson, étudiante de Charles, Alice Barber et Charles H. Stephens s'étaient d'abord attachés alors qu'ils étaient tous deux étudiants à l'Académie, et un « long engagement romantique » a précédé leur mariage ultérieur. Ils ont un fils, D. Owen Stephens (1894-1937), qui devient également artiste. Après un long voyage à l'étranger en 1901-1902, les Stephens demandent à l'architecte Will Price de transformer une grange en pierre de la communauté utopique de Rose Valley, en Pennsylvanie, en Thunderbird Lodge (1904), une vaste maison qui abrite des ateliers pour eux deux.
Elle meurt le 13 juillet 1932 à Thunderbird Lodge à l'âge de 74 ans, après avoir été victime d'une attaque paralytique. Elle est inhumée au cimetière de West Laurel Hill à Bala Cynwyd.
Après sa mort, son fils Owen fait don d'une collection de dessins de Stephens à la Bibliothèque du Congrès, qui organise une exposition au printemps 1936. En 1984, le Brandywine River Museum (en) présente ses œuvres dans le cadre d'une grande exposition. Ses papiers se trouvent aux Archives of American Art de la Smithsonian Institution. La collection comprend également de la correspondance, des coupures de presse concernant le travail de Stephens, neuf reproductions de ses illustrations, des photographies qu'elle avait prises, un catalogue d'exposition pour le Plastic Club (1898), un livret à son sujet et trois certificats (1884-1895). Ces articles ont été donnés en 1988 par la petite-fille de Stephens et son mari.

### Prix et récompenses
En 1890, elle remporte le Mary Smith Prize (en) de la meilleure peinture pour une artiste résidente à l'exposition annuelle de la Pennsylvania Academy of the Fine Arts pour son œuvre Portrait of a Boy,.
À l'Exposition d'Atlanta de 1895, une exposition mondiale tenue à Atlanta pour stimuler le commerce, elle a remporté une médaille de bronze et, en 1899, une médaille d'or à une exposition à Earl's Court, à Londres, pour son illustration du roman Midlemarch de George Eliot et de John Halifax, Gentleman de Maria Mulock Craik. Un an plus tard, ses illustrations pour Le Faune de marbre de Nathaniel Hawthorne remportent une médaille de bronze à l'Exposition universelle de Paris,.

## Galerie

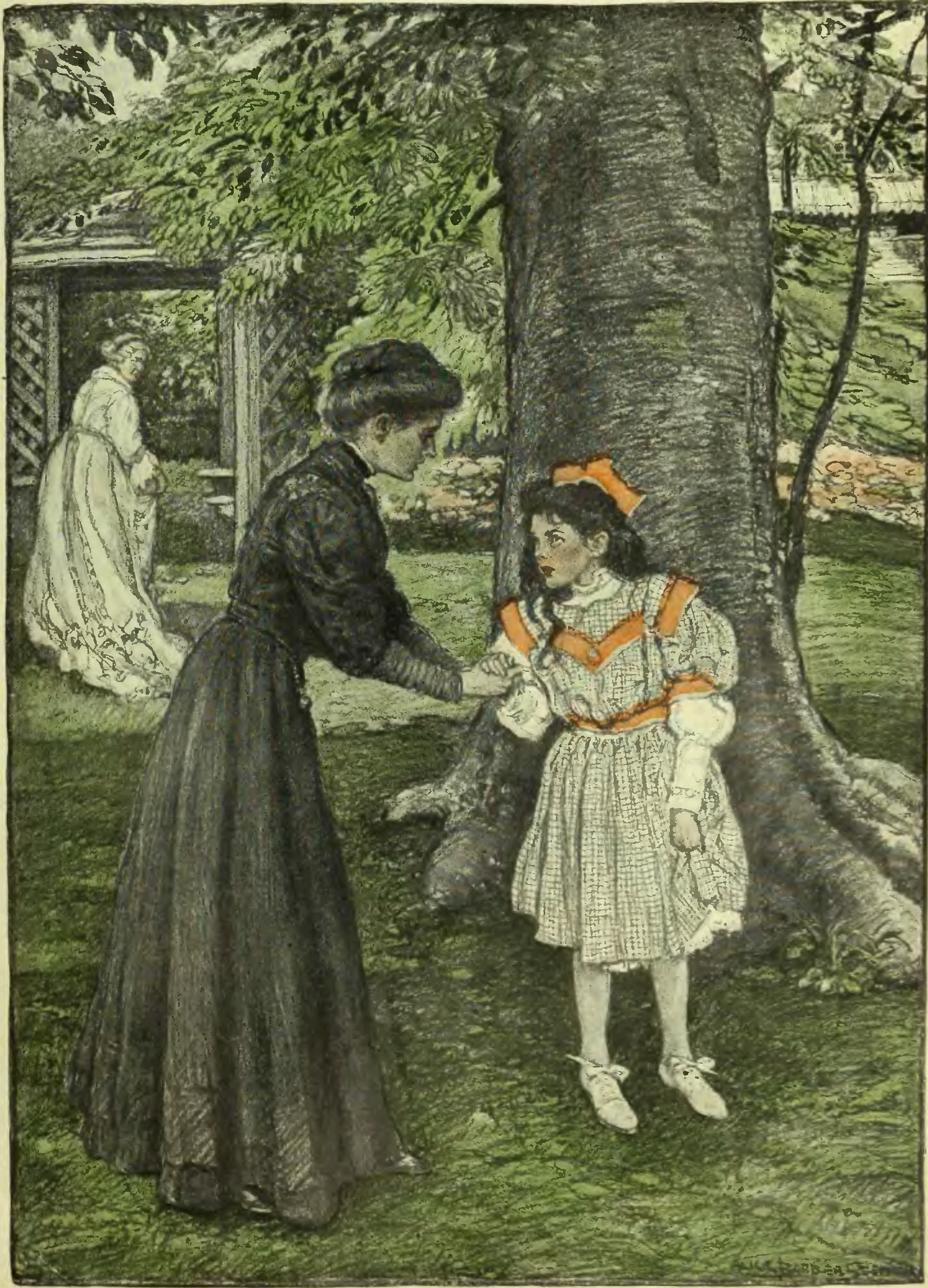
The Pretenders, 1908
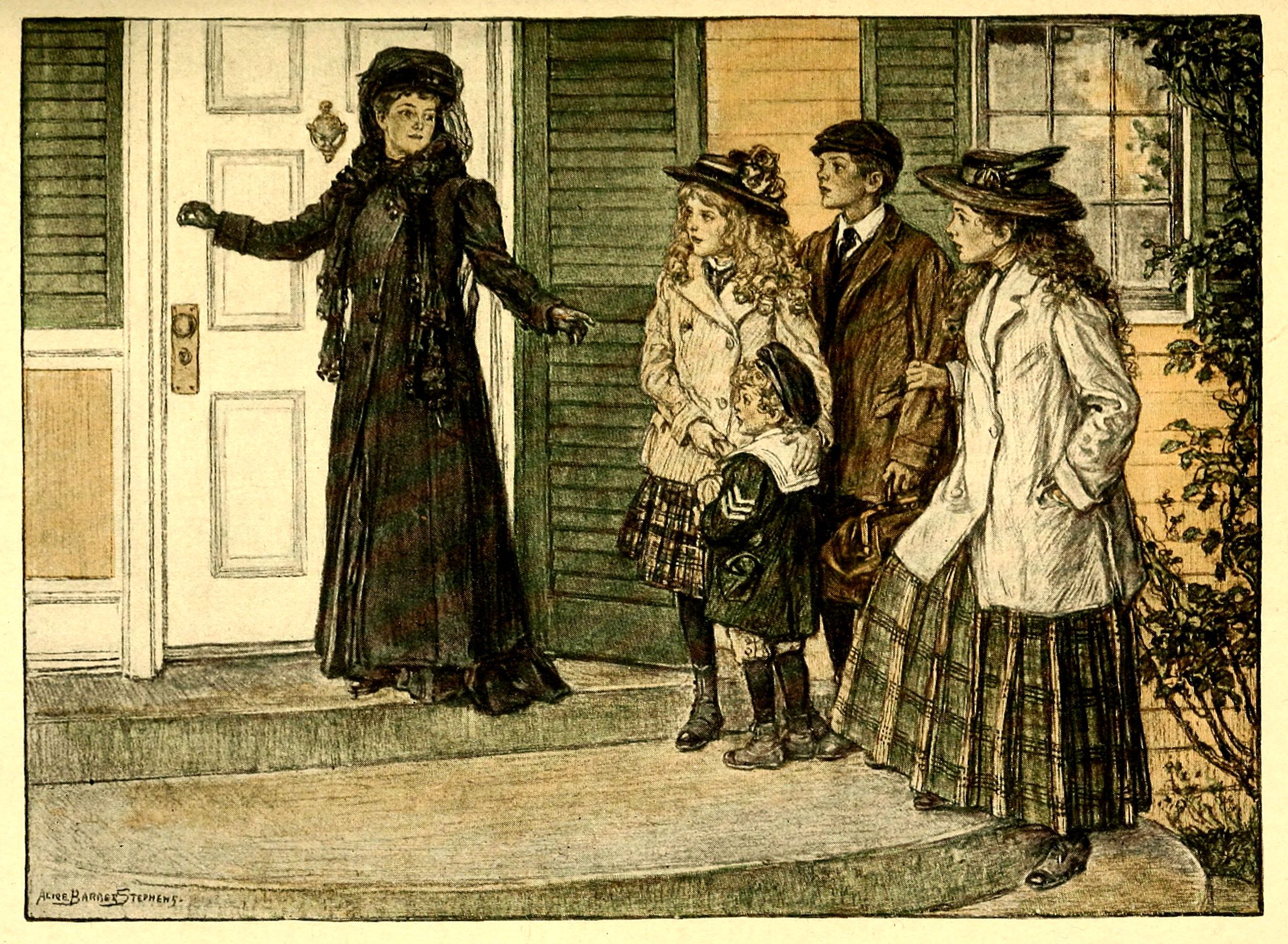
Mother Carey's chickens, 1911.
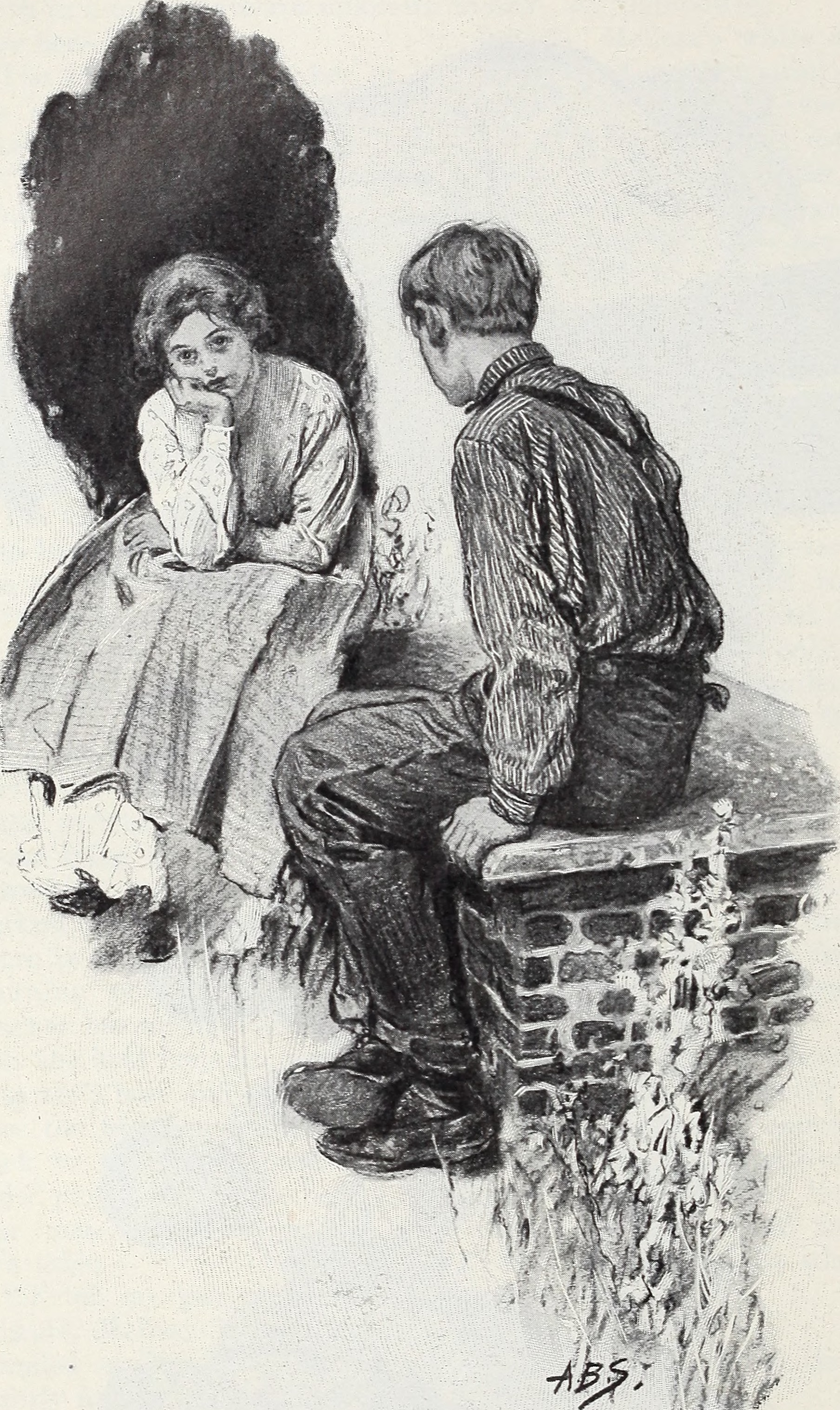
1904.
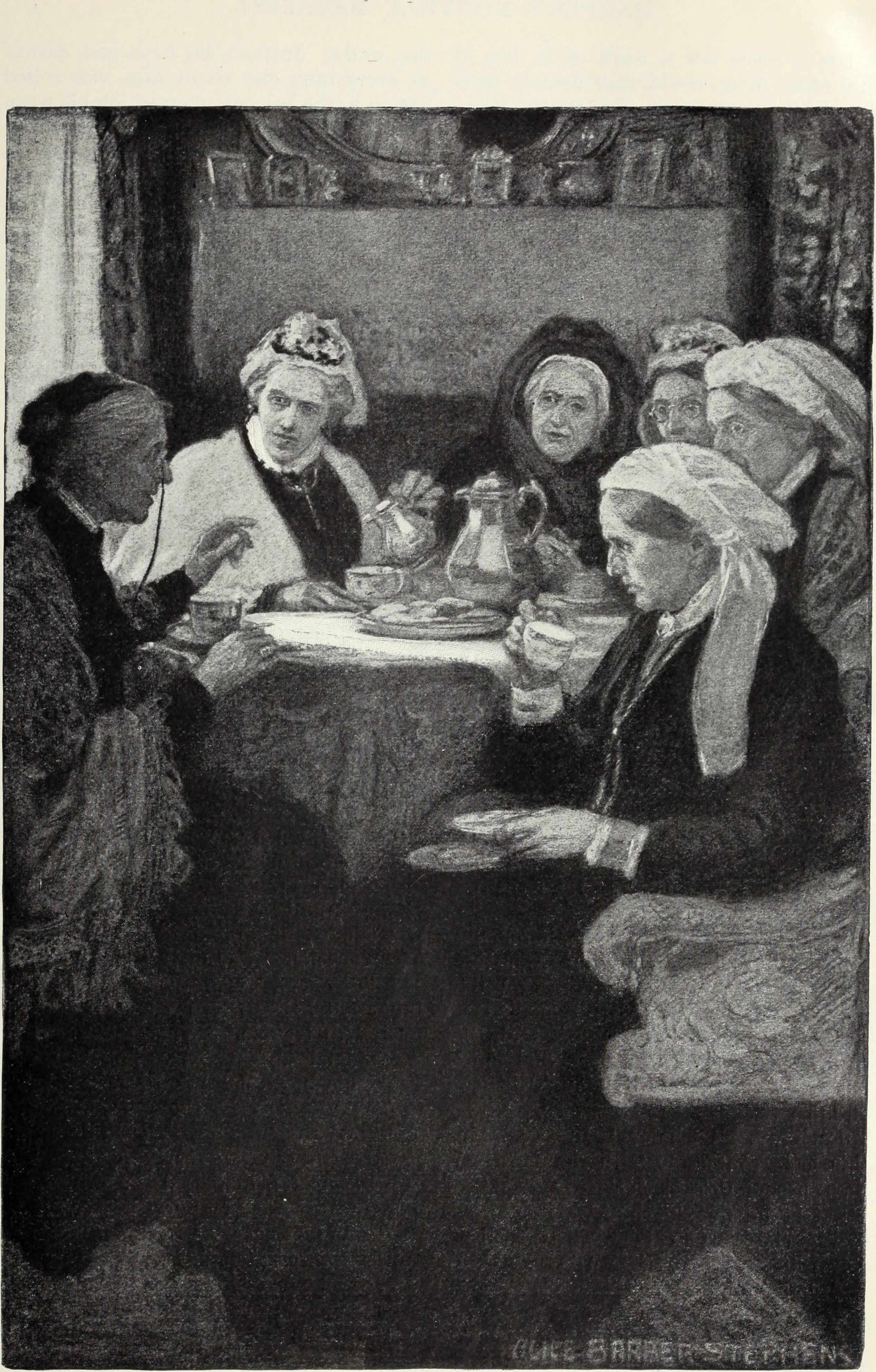
1904.
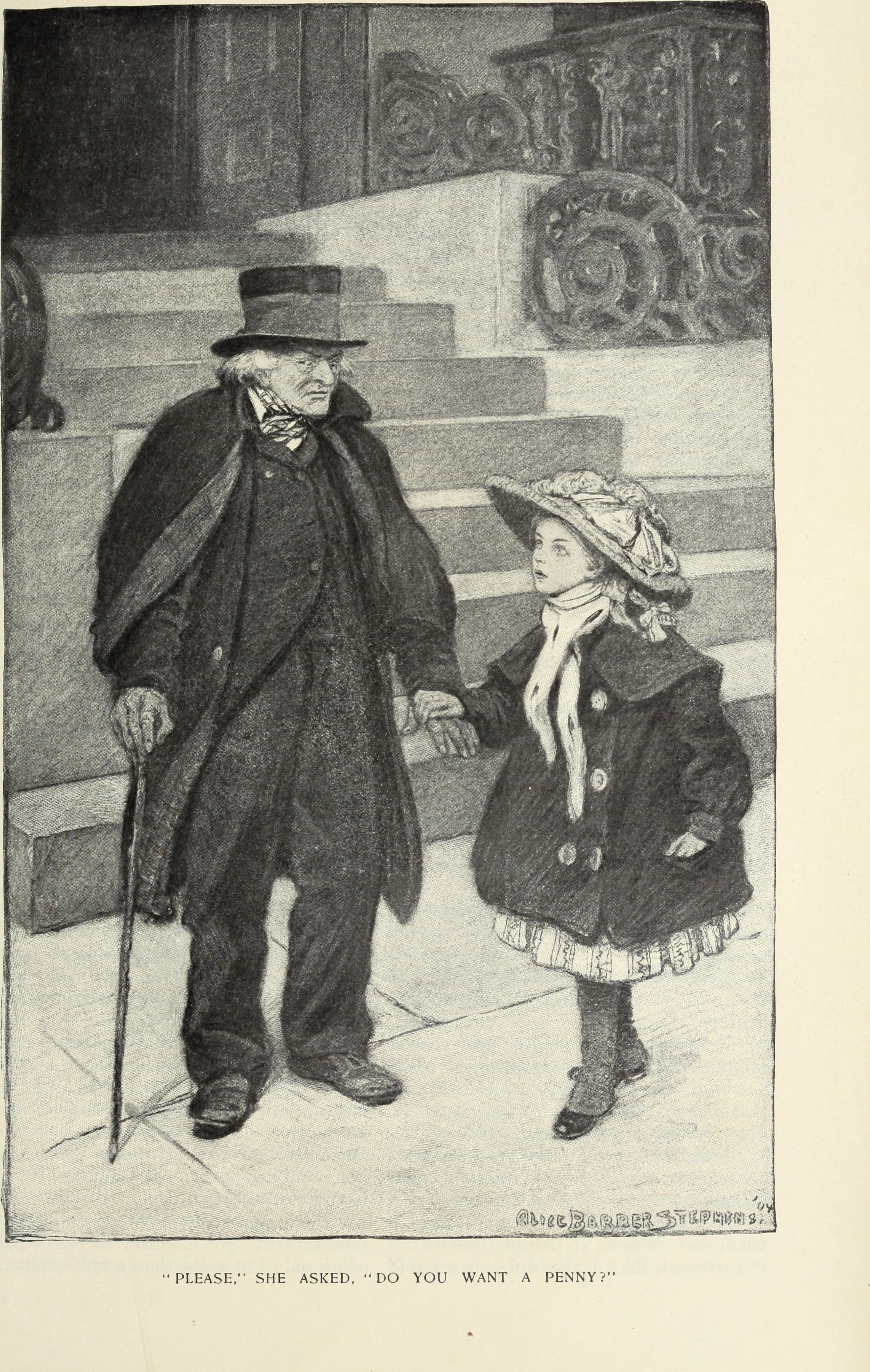
1904.